# Charles Pollaci
Charles Pollaci est un artiste peintre et lithographe figuratif né à Nice le 19 octobre 1907 et mort à Quetteville le 29 juin 1988.

## Biographie
Charles Pollacci quitte dans sa jeunesse sa ville natale de Nice pour gagner la capitale où, à Montmartre, il fréquente l'Académie Frochot et reçoit les conseils d'André-François Breuillaud et de Paul Mascart.
Il habite une maisonnette à Houilles et est affilié à l'École de Pontoise — il en est considéré comme le chef de file — jusqu'à la fin de la décennie 1960, s'installant ensuite à Honfleur.
Mort en 1988 à Honfleur (une plaque commémorative est aujourd'hui apposée sur la maison où il vécut), Charles Pollaci repose au cimetière Sainte-Catherine de Honfleur.

## Ouvrages illustrés
- Grégoire Brainin dit Moineau, Poèmes et rêves du ciel et de Normandie, ouvrage illustré de reproductions de tableaux de Fernand Herbo et Charles Pollaci, auto-édition, 1992.

## Expositions

### Expositions personnelles
- Galerie Clausen, Paris, date non renseignée ;
- Charles Pollaci - Œuvres récentes, Galerie de Seine, Paris, 1949 ;
- Galerie Cardo-Matignon, Paris, février-mars 1953 ;
- Galerie Jean Estève, Paris, mai-juin 1959[8] ;
- Galerie du Vieux Bassin, Honfleur, juillet 1969.

### Expositions collectives
- Salon des Indépendants, Paris, à partir de 1945: on relève toujours son nom parmi les exposants de 1984[9] ;
- Salon de la Société nationale des beaux-arts, Paris, à partir de 1945[3] ;
- Expositions en Égypte, Allemagne et États-Unis, dates non renseignées[2] ;
- Galerie Wildenstein, Paris, 1951 ;
- Célébrités et révélations, Musée Galliera, Paris, 1953, dont toile: Carrières-sur-Seine.
- L'École de Paris, galerie Charpentier, Paris, janvier 1958, dont toile: L'église de Montmorency[4] ;
- Salon des trois dimensions, Galerie Durand-Ruel, Paris, mars 1960[10].
- Exposition organisée à l'occasion des États généraux du désarmement, Cercle Volney, Paris, mai 1963.
- Masques et carnavals, galerie Béatrice Bellat, Paris, janvier-mars 2013[11].

## Réception critique
« […] Voici enfin [galerie Charpentier, janvier 1958] Charles Pollaci dont l'atelier est perché tout en haut d'une véritable maison de poupée, à Houilles. On le considère avec raison comme le chef de l'École de Pontoise. Toujours est-il que ses paysages sont d'une rare qualité. Il les brosse d'une pâte riche et savoureuse, avec une sincérité totale, et la critique ne s'est pas trompée lorsqu'elle écrivit : “Charles Pollaci exalte, dans ses toiles, un goût pour la beauté de la couleur avec une maîtrise qui force l'admiration…” C'est la première fois que Pollaci est invité à la Galerie Charpentier dans le cadre de l'exposition de l'École de Paris. Juste consécration d'un magnifique talent. »

— Henri Devain

« Une peinture équilibrée, bien mise en page, solidement construite, dans laquelle dominent des chromatismes bleus, signe de poésie. Charles Pollaci exécute des paysages où ciels, eaux et routes prennent une particulière importance, indiquant son attirance pour l'évasion, la fuite, le rêve, les horizons, les au-delà. Sa matière est sensuelle, charnelle, vivante. »

— Henry Galy-Carles

« Il possède pleinement le maniement des pâtes dont il fait un épiderme à la peinture et, peut-être plus, une propriété profonde. S'il n'a jamais négligé la figure et quelquefois le portrait, c'est devant le paysage d'Île-de-France ou à Honfleur qu'il se sent à l'aise pour traduire et sublimer. On peut dire qu'à partir de la glèbe, de quelques pierres et d'un bouquet d'arbres, il bâtit fortement une peinture solide et savoureuse. »

— Dictionnaire Bénézit

## Collections publiques

### France
- Musée d'art moderne de la ville de Paris[2] ;
- Musée Tavet-Delacour, Pontoise ;
- Musée du Domaine départemental de Sceaux, cinq peintures, une estampe[12] ;
- Musée d'Art et d'Histoire Louis-Senlecq, L'Isle-Adam, Rue à Pontoise (peinture, 1963), Pontoise (dessin, 1962) ;
- musée des Franciscaines, Deauville, donation Claude Pollaci, fils de l'artiste ;
- Fonds national d'art contemporain, Puteaux, Jeune fille au violon rouge, huile sur toile 55x33cm, vers 1954[13].

### Panama
- Ambassade de France à Panama, Paysage en l'Île-de-France, huile sur toile 46x55cm, vers 1949 (dépôt du Centre national des arts plastiques)[14].

## Collections privées
- Henry Ford[2] ;
- Jacques Simonin (mort en 2013), président et fondateur du Salon des arts de Pontoise[15].